# 자귀모
자귀모는 1999년에 개봉한 대한민국의 영화다. 자귀모는 '자살한 귀신들의 모임'을 가리키는 두문자어이다.

## 줄거리
영화 '자귀모'는 남자친구의 배신을 의심하던 여자 주인공이 결국 자살을 선택하면서 시작된다. 그녀는 열차에 몸을 던지는데, 주변에 있던 귀신들의 도움을 받는다. 죽은 후, 그녀는 자신이 귀신이 되어 이승을 떠돌 수 있으며, 자신을 배신하고 새 연애를 시작한 남자친구에게 복수할 수 있다는 것을 깨닫는다. 이 과정에서 그녀는 또 다른 귀신인 칸토라테스를 만나 친구가 되면서 여러 사건들을 겪게 된다.

## 캐스팅
- 김희선: 진채별 역
- 이성재: 칸토라테스 역
- 차승원: 나한수 역
- 김시원: 차현주 역
- 유혜정: 백지장 역
- 장진영: 서영은 역
- 장세진: 저승사자 2 역
- 정원중: 저승사자 1 역
- 명계남: 영업 귀신 1 역
- 박광정: 영업 귀신 2 역
- 이영자: 다이어티 역
- 이현균: 채별 동생 역
- 조원희: 채별 동생 역
- 오상훈: 살모사 역
- 박지일: 응급실 의사 역
- 유현철: 물귀신 역
- 조경훈
- 정욱: 현주 부 역(특별출연)
- 안영주: 채별 모 역(특별출연)
- 유퉁: 레스토랑 지배인 역(특별출연)
- 정선희: 애완견 여자 역(특별출연)
- 김애경: 지하철 아줌마 역(특별출연)
- 홍석천: 지하철 남자 역(특별출연)
- 김형찬: 색마 1 역(특별출연)
- 최숙영: 아파트 여자 역(특별출연)